# Cyanotis robusta
Cyanotis robusta är en himmelsblomsväxtart som beskrevs av Anna Amelia Obermeyer. Cyanotis robusta ingår i släktet Cyanotis och familjen himmelsblomsväxter. Inga underarter finns listade.